# Gwanggyo-dong
Gwanggyo-dong (koreanska: 광교동)  är en stadsdel i staden Suwon i provinsen Gyeonggi i den nordvästra delen av Sydkorea, 30 km söder om huvudstaden Seoul. Den ligger i stadsdistriktet Yeongtong-gu.

## Indelning
Administrativt är Gwanggyo-dong indelat i:
| Namn    | Namn                | Yta km² | Invånare 31 dec 2020 |
| ------- | ------------------- | ------- | -------------------- |
| 광교1동 | Gwanggyo 1(il)-dong | 7,98    | 53 603               |
| 광교2동 | Gwanggyo 2(i)-dong  | 4,18    | 29 232               |